# لو رولس
لو رولس (بالإنجليزية: Lou Rawls)‏ (و. 1933 – 2006 م) هو مغني، وممثل، وعازف جاز، ومؤدي أصوات أمريكي، ولد في شيكاغو، توفي في لوس أنجلوس، عن عمر يناهز 73 عاماً، بسبب سرطان الدماغ، وسرطان الرئة.

## التعليم
تعلم في Dunbar Vocational High School ‏.

## الخدمة العسكرية
خدم في القوات البرية للولايات المتحدة.

## وصلات خارجية
- لو رولس على موقع IMDb (الإنجليزية)
- لو رولس على موقع الموسوعة البريطانية (الإنجليزية)
- لو رولس على موقع روتن توميتوز (الإنجليزية)
- لو رولس على موقع ألو سيني (الفرنسية)
- لو رولس على موقع ميوزك برينز (الإنجليزية)
- لو رولس على موقع أول موفي (الإنجليزية)
- لو رولس على موقع قاعدة بيانات برودواي على الإنترنت (الإنجليزية)
- لو رولس على موقع قاعدة بيانات برودواي على الإنترنت (الإنجليزية)
- لو رولس على موقع قاعدة بيانات الأفلام السويدية (السويدية)
- لو رولس على موقع إن إن دي بي (الإنجليزية)